# کینتانییا دل ککو

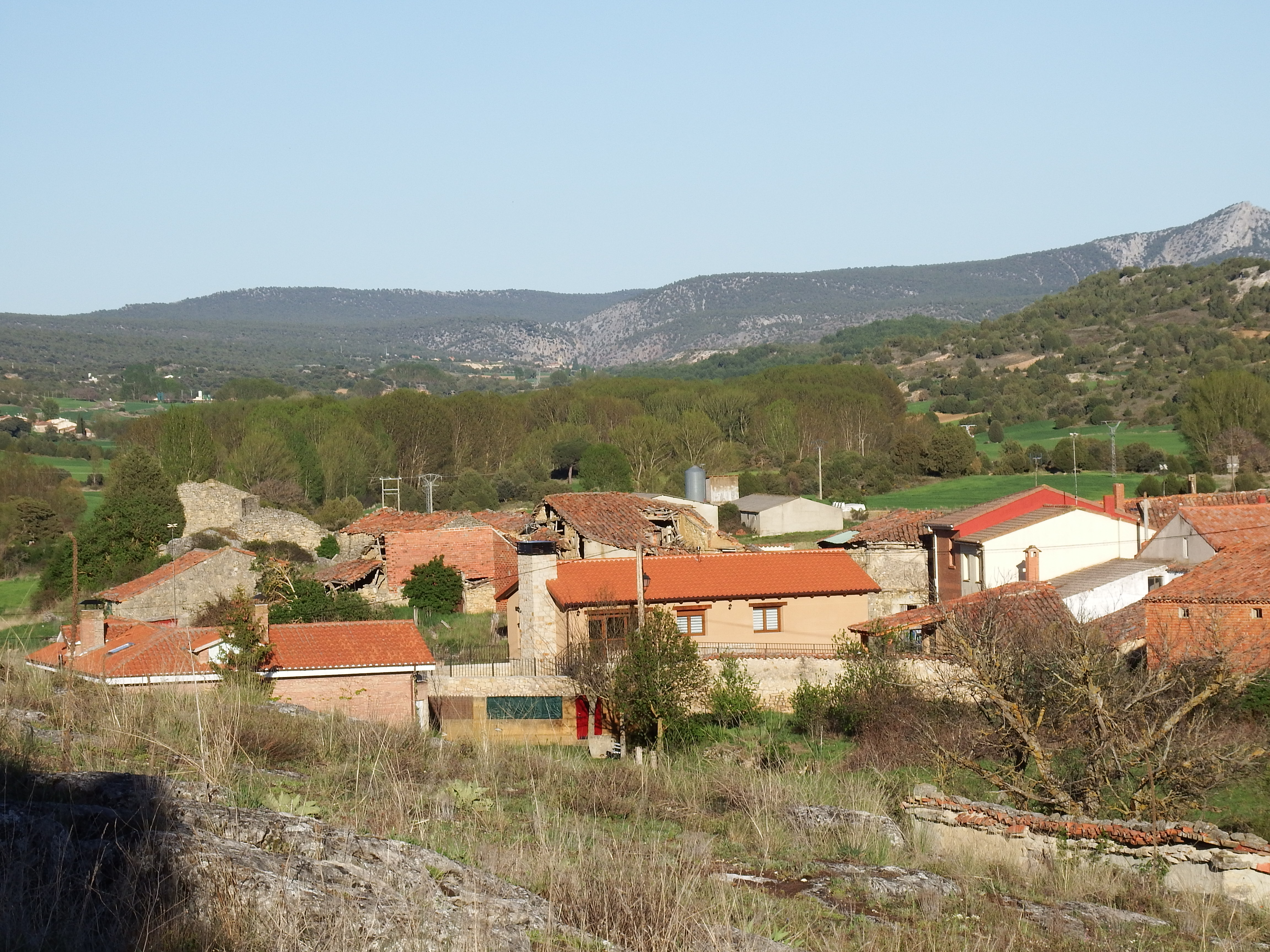

کینتانییا دل ککو (به اسپانیایی: Quintanilla del Coco) یک شهرستان در اسپانیا است.